# Islands EU-ansøgning
Islands EU-ansøgning blev officielt afleveret den 16. juli 2009 til det daværende svenske formandskab for EU i Stockholm, og de officielle forhandlinger begyndte den 27. juli 2010.
Island ønsker den første halvdel af kapitlerne åbnet under det polske formandskab – i andet halvår af 2011, og den sidste halvdel under det danske formandskab – i første halvdel af 2012. Næste møde på ministerniveau er planlagt til at finde sted i december 2011.Det forventes at alle 33 kapitler vil være færdigbehandlet og lukket, sådan at EU-landene kan godkende indlemmelsen og Island tiltræde EU i 2013 eller 2014.
I marts 2015 har den borgerlige regering dog meddelt at man ikke mere søger om optagelse. Dette blev givet som valgløfte ved valget i april 2013, men uenighed om fiskekvoter angives som en anden mulig årsag.
| Kapitel i regelværket                                            | Vurdering ved start                      | Screening påbegyndt | Screening afsluttet | Kapitel åbnet | Kapitel lukket |
| ---------------------------------------------------------------- | ---------------------------------------- | ------------------- | ------------------- | ------------- | -------------- |
| 1. Varernes frie bevægelighed                                    | Der forventes ingen større forhindringer | 07.12.2010          | 08.12.2010          | -             | –              |
| 2. Arbejdskraftens frie bevægelighed                             | Kun få reformer påkrævet                 | 09.02.2011          | 09.02.2011          | 19.10.2011    | 19.10.2011     |
| 3. Frihed til at etablere virksomhed og til at yde services      | Yderligere reformer påkrævet             | 09.12.2010          | 09.12.2010          | -             | –              |
| 4. Kapitalens frie bevægelighed                                  | Omfattende reformer påkrævet             | 10.12.2010          | 10.12.2010          | -             | –              |
| 5. Offentlige indkøb                                             | Der forventes ingen større forhindringer | 15.11.2010          | 15.11.2010          | 27.06.2011    | –              |
| 6. Selskabslovgivning                                            | Der forventes ingen større forhindringer | 16.11.2010          | 16.11.2010          | 12.12.2011    | 12.12.2011     |
| 7. Immaterialrettigheder                                         | Kun få reformer påkrævet                 | 20.12.2010          | 20.12.2010          | 19.10.2011    | 19.10.2011     |
| 8. Konkurrenceforhold                                            | Kun få reformer påkrævet                 | 06.12.2010          | 06.12.2010          | 30.03.2012    | –              |
| 9. Finansiel Service                                             | Kun få reformer påkrævet                 | 18.11.2010          | 15.12.2010          | –             | –              |
| 10. Informations- og medieforhold                                | Kun få reformer påkrævet                 | 17.11.2010          | 17.11.2010          | 27.06.2011    | –              |
| 11. Landbrugs- og landlig udvikling                              | Omfattende reformer påkrævet             | 30.11.2010          | 27.01.2011          | –             | –              |
| 12. Fødevaresikkerhed, Veterinær- og Phytosanitærpolitik         | Yderligere reformer påkrævet             | 14.02.2011          | 31.03.2011          | –             | –              |
| 13. Fiskerilovgivning                                            | Omfattende reformer påkrævet             | 16.12.2010          | 02.03.2011          | –             | –              |
| 14. Transportlovgivning                                          | Yderligere reformer påkrævet             | 04.05.2011          | 09.06.2011          | 22.06.2012    | –              |
| 15. Energi                                                       | Der forventes ingen større forhindringer | 12.05.2011          | 20.06.2011          | 30.03.2012    | –              |
| 16. Skatteforhold                                                | Omfattende reformer påkrævet             | 03.02.2011          | 04.03.2011          | –             | –              |
| 17. Økonomisk og Monetær Lovgivning                              | Omfattende reformer påkrævet             | 17.03.2011          | 17.05.2011          | –             | –              |
| 18. Statistik                                                    | Omfattende reformer påkrævet             | 02.05.2011          | 07.06.2011          | –             | –              |
| 19. Socialpolitik og Arbejdspolitik                              | Der forventes ingen større forhindringer | 07.02.2011          | 16.03.2011          | 22.06.2012    | –              |
| 20. Virksomheds- og Industrilovgivning                           | Kun få reformer påkrævet                 | 12.04.2011          | 25.05.2011          | 12.12.2011    | 12.12.2011     |
| 21. Trans-Europæiske Forbindelser                                | Kun få reformer påkrævet                 | 06.05.2011          | 10.06.2011          | 12.12.2011    | 12.12.2011     |
| 22. Regionalpolitik og koordination af strukturelle instrumenter | Der forventes ingen større forhindringer | 31.01.2011          | 22.02.2011          | –             | –              |
| 23. Domstols- og fundamentale rettigheder                        | Kun få reformer påkrævet                 | 11.01.2011          | 11.02.2011          | 12.12.2011    | 12.12.2011     |
| 24. Retfærdighed, Frihed og Sikkerhed                            | Yderligere reformer påkrævet             | 14.04.2011          | 24.05.2011          | –             | –              |
| 25. Videnskab og forskning                                       | Kun få reformer påkrævet                 | 25.11.2010          | 14.01.2011          | 27.06.2011    | 27.06.2011     |
| 26. Uddannelse og kultur                                         | Kun få reformer påkrævet                 | 26.11.2010          | 14.01.2011          | 27.06.2011    | 27.06.2011     |
| 27. Miljølovgivning                                              | Yderligere reformer påkrævet             | 22.11.2010          | 19.01.2011          | –             | –              |
| 28. Forbruger- og sundhedsbeskyttelse                            | Der forventes ingen større forhindringer | 11.04.2011          | 16.05.2011          | –             | –              |
| 29. Toldunion                                                    | Yderligere reformer påkrævet             | 08.03.2011          | 06.04.2011          | 30.03.2012    | 30.03.2012     |
| 30. Eksterne Relationer                                          | Der forventes ingen større forhindringer | 08.04.2011          | 19.05.2011          | –             | –              |
| 31. Udenrigs-, Sikkerheds- og Forsvarspolitik                    | Der forventes ingen større forhindringer | 07.04.2011          | 20.05.2011          | –             | –              |
| 32. Finansiel Kontrol                                            | Omfattende reformer påkrævet             | 29.11.2010          | 02.02.2011          | 22.06.2012    | –              |
| 33. Financial & Budgetary Provisions                             | Der forventes ingen større forhindringer | 07.03.2011          | 04.04.2011          | 12.12.2011    | –              |
| 34. Institutioner                                                | Ingen forhindringer                      | –                   | –                   | –             | –              |
| 35. Andre forhold                                                | Ingen forhindringer                      | –                   | –                   | –             | –              |
| Samlet fremskridt                                                |                                          | 33 ud af 33         | 33 ud af 33         | 18 ud af 35   | 10 ud af 35    |

## Eksterne hjemmesider
Islands officielle ansøgningshjemmeside